# نیکولو روندینلی
نیکولو روندینلی (حدود ۱۴۶۸ - حدود ۱۵۲۰) نقاش ایتالیایی دوره رنسانس بود که عمدتاً در راونا، جایی که متولد شد، زندگی و فعالیت کرد. او شاگرد نقاش جووانی بلینی بود. او به نیکولو یا نیکولو روندینلو نیز معروف است. از جمله شاگردان او بالداساره کاراری (Baldassare Carrari) و فرانچسکو داکوتیگنولا (Francesco da Cotignola) بودند.